# Stefano Accorsi
Stefano Lelio Beniamino Accorsi (Bolonha, 2 de Março de 1971) é um actor italiano.

## Biografia
Nascido em Bolonha no início da década de 1970, ele viveu sua infância na terra de seus pais, a aldeia de Budrio. Após frequentar o ensino secundário no Liceo Sabin, matriculou-se na Scuola di Teatro Alessandra Galante Garrone (Escola de Teatro Alessandra Galante Garrone), situada em Bolonha.
Em 1992, estrelou no cinema com o filme Un posto, de Luigi Zanolio. Em 1993, graduou-se em Teatro na Compagnia del Teatro Stabile di Bologna.

### Carreira como ator
Alcança popularidade em 1996 ao atuar no filme Jack Frusciante è uscito dal gruppo, baseado no romance do escritor italiano Enrico Brizzi. A partir deste sucesso inesperado, ele avança na carreira cinematográfica ao ter participação destacada como protagonista do filme Radiofreccia, dirigido por Luciano Ligabue, no qual Stefano conquistou o prémio David di Donatello na categoria de melhor ator.
Em 2000, ele desempenhou o papel de Salgueiro Maia no filme franco-português Capitães de Abril, dirigido por Maria de Medeiros.
Em 2001, estrelou o filme L'ultimo bacio ("O Último Beijo"), dirigido por Gabriele Muccino, ao lado de Giovanna Mezzogiorno e Stefania Sandrelli, e Santa Maradona, de Marco Ponti.
Também em 2001, atuou no filme Le fate ignoranti, dirigido pelo cineasta ítalo-turco Ferzan Özpetek, no qual faz o papel de um homossexual que confronta a viúva de seu amante.
Em 2002, ele ganhou a Coppa Volpi durante o Festival de Veneza por seu desempenho como melhor ator no filme Un viaggio chiamato amore (Uma viagem chamada amor).
Em 2006, participa do filme La faute à Fidel! ("A culpa é de Fidel!"), que havia sido lançado na França e que é baseado no romance de mesmo nome escrito por Domitilla Calamai e dirigido por Julie Gavras. Ele atua no papel de Fernando de la Mesa, o pai da pequena Anna que acompanha a radicalização política de seus pais durante os anos 1970.  
Em 2008, voltou a atuar no teatro interpretando o papel de um padre acusado de pedofilia na peça Doubt: A Parable (em italiano Il dubbio), texto que foi vencedor do Prêmio Pulitzer e cuja montagem na Itália foi dirigida por Sergio Castellitto.
Em 2010, estrelou novamente no filme Baciami ancora ("Beije-me Outra Vez"), uma continuação de L'ultimo bacio, novamente dirigido por Gabriele Muccino.
Em 2012, ele volta ao teatro com a peça Furioso Orlando, uma releitura de Orlando Furioso dirigida por Marco Baliani.
Em 2015, ele retorna às telas de TV italianas ao participar de 1992, uma série de TV nascida de sua ideia e na qual ele interpreta um publicitário sem escrúpulos na época de Tangentopoli. Ele participou das sequências dessas série produzidas nos anos seguintes. 
Em 2016, volta a ganhar destaque no cinema com o papel de piloto de rally viciado em drogas no filme Veloce come il vento, dirigido por Matteo Rovere, no qual Stefano ganhou o David di Donatello pela segunda vez na categoria de melhor ator. 
Em 2017, fez parte do elenco do filme Fortunata, de Sergio Castellitto. O filme foi apresentado em competição no Festival de Cinema de Cannes enquanto o roteiro foi escrito por Margaret Mazzantini, esposa do diretor.
Em 13 de fevereiro de 2020, Stefano foi anunciado como diretor artístico do Teatro della Pergola em Florença para o triênio 2021-2023.

### Vida pessoal
Stefano foi casado entre 1998 a 2003 com a atriz Giovanna Mezzogiorno. Após, o divórcio e um tempo solteiro, ele estabelece uma união estável entre 2010 a 2013 com a modelo e atriz Laetitia Casta, em que desta união teve dois filhos: Orlando (2006) e Athena (2009).
É actualmente casado com a modelo italiana Bianca Vitali, sendo pai de seus dois filhos: Lorenzo (2017) e Alberto (2020).

### Condecorações
A 21 de Janeiro de 2014, foi feito Cavaleiro da Ordem das Artes e das Letras de França.

## Filmografia
- Fratelli e sorelle (1991)
- Un Posto (mediometraggio) (1992)
- Voci notturne (serie tv) (1995)
- Jack Frusciante è uscito dal gruppo (1995)
- La mia generazione (1996)
- Vesna va veloce (1996)
- Naja (1997)
- I piccoli maestri (1997)
- Radiofreccia (1998)
- Più leggero non basta (1998 – TV)
- Ormai è fatta! (1998)
- Un uomo perbene (1999)
- Come quando fuori piove (1999 – TV)
- Capitães de Abril (1999)
- L'ultimo bacio (2000)
- Le fate ignoranti (2000)
- La stanza del figlio (2000)
- Tabloid Tv (2000)
- Il giovane Casanova (2001 – TV)
- Santa Maradona (2001)
- Un viaggio chiamato amore (2002)
- Ovunque sei (2004)
- L'amore ritrovato (2004)
- Provincia meccanica (2005)
- Romanzo Criminale (2005)
- Les Brigades du Tigre (2005)
- La Faute à Fidel (2006)
- Saturno contro (film)|Saturno contro (2007)
- Un baiser s'il vous plaît (2007)
- Baciami ancora (2010)
- Tous les soleils (2011)
- La Dea Fortuna (2019, ator)